# (412) Elisabetha
(412) Elisabetha – planetoida z grupy pasa głównego asteroid okrążająca Słońce w ciągu 4 lat i 217 dni w średniej odległości 2,76 j.a. Została odkryta 7 stycznia 1896 roku w Landessternwarte Heidelberg-Königstuhl, w Heidelbergu przez Maxa Wolfa. Nazwa planetoidy pochodzi od imienia Elisabeth Wolf, matki odkrywcy. Przed jej nadaniem planetoida nosiła oznaczenie tymczasowe (412) 1896 CK. 